# 拉玛苏

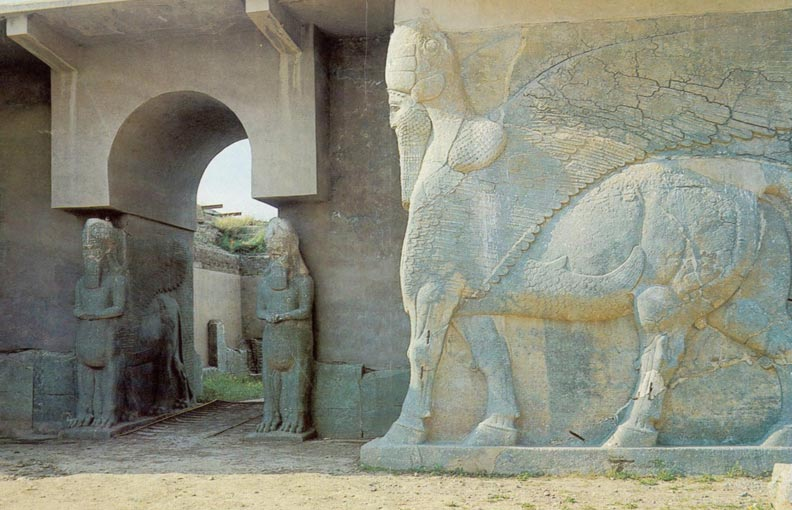
伊拉克尼姆魯德亚述那西尔帕宮殿西北的捨杜與拉瑪蘇

拉玛苏（楔形文字：𒀭𒆗，an.kal；闪米特语：dlammař；阿卡德语：lamassu），是亞述文化中半人半獸的怪物。由於其外型好像一頭插上一雙翅膀的公牛，在一般媒體可能會將它指為翅公牛（winged bull）或尼尼微的翅公牛（winged bull of Nineveh）。拉玛苏有时单指其雌性个体。其雄性个体又称捨杜（希伯來語：šed (שד)；阿卡德語：šêdu），二者常被置于守護寺廟或宮殿入口的左右兩旁。它為亞述人的眾主神之一，其臉部據說是按照薩爾貢二世的形象雕刻而成。

## 外部連結
- . 新浪博客：流动的盛宴Queenie. 2012-08-15  [2019-12-30]. （原始内容存档于2019-12-30） （中文（简体））.